# 塞尔维亚基督教民主党
塞尔维亚基督教民主党（简称DHSS）是塞尔维亚一个已不存在的政党。

## 历史
由于和塞尔维亚民主党的党首佛伊斯拉夫·科什图尼察不和，弗拉丹·巴基奇于1997年离开该党，于1997年5月7日成立塞尔维亚基督教民主党。
在哈维尔·索拉纳的斡旋下，塞尔维亚和黑山两国政府重启外交对话。此后DHSS于2001年发起了“塞尔维亚也要说”运动，目的是令塞尔维亚自南斯拉夫联盟独立。自2001年至2002年11月20日，DHSS作为塞尔维亚联合政府的一部分在政坛上活跃，但因为联合政府投票反对展开塞尔维亚完全独立而暂停活动。
DHSS反对塞尔维亚和黑山宪章，理由是这两个国家的金融、经济和银行系统都有不同；支持塞黑解散。
2003年塞尔维亚议会选举中，DHSS未获得席次，2007年的选举中则以反对党身份获得1席次。2010年12月29日，弗拉丹·巴基奇因喉癌病逝，享年61岁。他的女儿奥吉察·巴基奇于2011年9月3日被选为新任党首。
2014年塞尔维亚议会选举期间，DHSS与塞尔维亚复兴运动结盟，并获得1个席位，由奥吉察·巴基奇出任。2017年10月12日，DHSS宣布并入自塞尔维亚复兴运动分裂出的塞尔维亚王国复国运动。巴基奇表示完全支持该运动主要目标：传统价值观、保护家庭、维护塞尔维亚农民的利益，推动塞尔维亚加入欧洲联盟。

## 选举结果
| 年份 | 获得票数  | 获得票数（%） | 获得席位数 | 席位变化 | 地位     |
| ---- | --------- | ------------- | ---------- | -------- | -------- |
| 2000 | 2,402,387 | 64.09%        | 7 / 250    | ▲ 7      | 执政党   |
| 2003 | 45,211    | 1.18%         | 0 / 250    | ▼ 7      | 无席位   |
| 2007 | 214,262   | 5.31%         | 1 / 250    | ▲ 1      | 反对党   |
| 2008 | 216,902   | 5.24%         | 1 / 250    | ━        | 反对党   |
| 2012 | 863,294   | 22.07%        | 1 / 250    | ━        | 反对党   |
| 2014 | 1,736,920 | 48.35%        | 1 / 250    | ━        | 执政联盟 |